# Joachim van Anhalt
Joachim van Anhalt (7 augustus 1509 - Dessau, 6 december 1561) was van 1516 tot aan zijn dood vorst van Anhalt-Dessau. Hij behoorde tot het huis Ascaniërs

## Levensloop
Joachim was de vierde en jongste zoon van vorst Ernst van Anhalt-Dessau en Margaretha van Münsterberg, dochter van hertog Hendrik van Münsterberg. Na zijn universiteitsstudies verbleef hij aan het hof van hertog George van Saksen. Joachim was bevriend met Maarten Luther, Philipp Melanchthon en Joachim Camerarius en bekeerde zich tot het lutheranisme. 
Na de dood van zijn vader in 1516 werd hij samen met zijn oudere broers Johan IV en George III vorst van Anhalt-Dessau. Zolang de broers minderjarig waren, werden ze onder het regentschap van hun moeder geplaatst. In 1530 begonnen ze zelfstandig te regeren. 
In 1544 besloten Joachim en zijn broers Anhalt-Dessau onderling te verdelen. Zijn oudste broer Johan IV kreeg Anhalt-Zerbst toegewezen, George III kreeg Anhalt-Plötzkau en Joachim behield de overgebleven delen van Anhalt-Dessau. Na de dood van zijn broer Johan IV was hij van 1551 tot 1556 regent voor diens minderjarige zonen Karel, Joachim Ernst en Bernhard VII. Dit regentschap deelde hij met zijn broer George III, totdat die in 1553 overleed. 
Als vorst van Anhalt-Dessau was Joachim een levendig bouwheer en voerde hij een politieorde door. In 1554 vernieuwde hij de toren van de Mariakerk van Dessau. In december 1561 stierf hij op 52-jarige leeftijd, ongehuwd en kinderloos. Zijn nog levende neven Joachim Ernst en Bernhard VII volgden hem op als vorst van Anhalt-Dessau.